# V-型小行星
V-型小行星或灶神星型是與灶神星，此型中體積最大的小行星（因而得名），有著相似光譜的小行星。 
大部分成員的軌道元素類似於灶神星，不是足以成為灶神星族的成員，就是有著相似的離心率和軌道傾角，但是半長軸在2.18天文單位和3：1柯克伍德空隙的2.50天文單位。這表示大部分或全部的成員都來自灶神星外殼被撞擊的碎片，也可能是歷史上某個時刻一次很大的單一撞擊事件造成的。在灶神星南半球的巨大撞擊坑是此一撞擊事件的主要候選場所。
V-型小行星與也是由岩石、鐵和普通球粒隕石組成，與類似但更普通的S-型比較是中等的亮度。這種較為罕見的小行星類型，包含的輝石比S-型更多。
電磁頻譜在0.75 μm有很強的吸收特性longward，另一個特徵出現在大約1 μm，和很紅的0.7μm shortwards。可見光波長光譜為V-型的小行星 (包括灶神星本身) 的光譜都類似於玄武岩無球粒隕石HED隕石。
J-型曾經被認為是在1 μm 有著特別強吸收帶的小行星，類似於古銅無球隕石 ，可能是從灶神星地殼深處衍生的。

## 分佈狀態
主要的V-型小行星絕大多數都是灶神星家族的成員，並且跟隨著灶神星。它們有些是穿越火星軌道的小行星，像是9969 Braille，還有一些是近地小行星，像是3908 Nyx。
V-型小行星也有一些離散型的集團，散佈在灶神星族的鄰近地區，但不是灶神星族的成員。它們包括:
- 809 Lundia：軌道在花神星族的區域內。
- 956 Elisa
- 1459 Magnya：軌道在主帶之外，距離一般認為有關聯的灶神星太遠，可能是在很早之前就被擊碎的，不同的古老天體的殘餘物。
- 2113 Ehrdni
- 2442 Corbett
- 2566 Kirghizia
- 2579 Spartacus：包含大量的橄欖石部分，與其他V-型小行星比較，可能比來自灶神星的更深處。
- 2640 Hallstrom
- 2653 Principia
- 2704 Julian Loewe
- 2763 Jeans
- 2795 Lepage
- 2851 Harbin
- 2912 Lapalma
- 3849 Incidentia
- 3850 Peltier：軌道在花神星族的區域內。
- 3869 諾頓（Norton）
- 4188 Kitezh
- 4278 Harvey：巴普提斯蒂娜族的成員。.
- 4434 Nikulin
- 4796 Lewis
- 4977 Rauthgundis
- 5379 Abehiroshi